# Patinação artística na Universíada de Inverno de 2007
As competições de patinação artística na Universíada de Inverno de 2007 foram disputadas no Palavela em Turim, Itália entre 17 e 21 de janeiro de 2009.

## Medalhistas
| Evento                            | Ouro                                    | Prata                                            | Bronze                                  | Ref.  |
| --------------------------------- | --------------------------------------- | ------------------------------------------------ | --------------------------------------- | ----- |
| Individual masculino (detalhes)   | Daisuke Takahashi · Japão               | Nobunari Oda · Japão                             | Xu Ming · China                         | [ 2 ] |
| Individual feminino (detalhes)    | Akiko Suzuki · Japão                    | Valentina Marchei · Itália                       | Fang Dan · China                        | [ 3 ] |
| Duplas (detalhes)                 | Zhang Dan · Zhang Hao · China           | Tatiana Volosozhar · Stanislav Morozov · Ucrânia | Arina Ushakova · Sergei Karev · Rússia  | [ 4 ] |
| Dança no gelo (detalhes)          | Anna Cappellini · Luca Lanotte · Itália | Anastasia Platonova · Andrei Maximishin · Rússia | Pernelle Carron · Mathieu Jost · França | [ 5 ] |
| Patinação sincronizada (detalhes) | Suécia                                  | Finlândia                                        | Rússia                                  | [ 6 ] |

## Quadro de medalhas
| Ordem | País          | Medalha de ouro | Medalha de prata | Medalha de bronze |    |
| ----- | ------------- | --------------- | ---------------- | ----------------- | -- |
| 1     | JPN Japão     | 2               | 1                |                   | 3  |
| 2     | ITA Itália    | 1               | 1                |                   | 2  |
| 3     | CHN China     | 1               |                  | 2                 | 3  |
| 4     | SWE Suécia    | 1               |                  |                   | 1  |
| 5     | RUS Rússia    |                 | 1                | 2                 | 3  |
| 6     | UKR Ucrânia   |                 | 1                |                   | 1  |
| 6     | FIN Finlândia |                 | 1                |                   | 1  |
| 8     | FRA França    |                 |                  | 1                 | 1  |
| TOTAL | TOTAL         | 5               | 5                | 5                 | 15 |